# Achim Egner
Achim Egner (* 17. Dezember 1957 in Freiburg im Breisgau) ist ein deutscher Jurist. Vom 18. April 2005 bis 1. September 2006 war er Sprecher des Vorstands der Rewe-Zentral AG.

## Beruf und Karriere
Egner studierte ab 1978 an der Albert-Ludwigs-Universität Freiburg Jura, wo er auch 1987 zum Dr. jur. promovierte. 
Nach einer vorübergehenden Tätigkeit in einer Freiburger Anwaltskanzlei wurde er 1989 Leiter der Rechtsabteilung und Prokurist bei Rhône-Poulenc Rhodia in Freiburg und ab 1990 im selben Konzern bei Rhône-Poulenc Nordfaser in Neumünster kaufmännischer Geschäftsführer. 
1992 begann er bei der Quelle AG in Fürth als Direktor für Unternehmensentwicklung, Strategie, Organisation und Immobilien. 1995 wechselte er zur debis AG, wo er ein Jahr lang als Leiter internationaler Projekte in Berlin tätig war und in dieser Zeit die Umstrukturierung der debis-Beteiligung bei Cap Gemini begleitete. 
Im November 1996 wurde Egner Mitglied der Geschäftsführung von debitel, zunächst als stellvertretendes und ab Ende 1997 als ordentliches Mitglied. Im Mai 2002 wurde er zum stellvertretenden Vorstandsvorsitzenden bestellt, wo er für die internationalen Geschäftsaktivitäten, ferner für das Beteiligungsmanagement und den Bereich Marketing verantwortlich war. Nach der Übernahme durch Permira verließ er Debitel im September 2004.
Am 18. April 2005 übernahm Egner als Rewe-Vorstandssprecher die klassischen Ressorts Strategie, Unternehmensentwicklung, Controlling sowie Personal und Recht. Er war Vorstandssprecher der Rewe-Zentral AG wie auch der Rewe-Zentralfinanz eG in Köln und der Rewe Deutscher Supermarkt KGaA in Wiesbaden.
Nachdem Mitglieder der Unternehmensleitung sich beim Aufsichtsrat negativ über Egner und dessen Führungsstil geäußert hatten, habe dieser nach Angaben in einer gemeinsamen Pressemitteilung um Auflösung seines Vertrages gebeten. Der Aufsichtsrat folgte der Bitte Egners per 1. September 2006 und bestimmte vorläufig Alain Caparros zum Nachfolger Egners. Ob wirklich der Führungsstil ausschlaggebend war, ist ungewiss. Andere Meinungen besagen, er habe zu sehr mit alten Strukturen und Seilschaften gebrochen und wollte zu viele Restrukturierungen und Neuerungen in kurzer Zeit einführen. Dies habe ihn bei den langjährigen REWE-Managern unbeliebt gemacht.
Seit 1. Februar 2007 ist Egner Vorstand der Fichtner Management Consulting (FMC), Stuttgart.

## Mitgliedschaften
Egner ist Aufsichtsratsvorsitzender der LTU in Düsseldorf und gehört dem Aufsichtsrat der R+V Versicherung in Wiesbaden an.
Bei der Bayerischen Landesbank in München gehört er zum Wirtschaftsbeirat.
Nachdem er zuvor bereits als kooptiertes Aufsichtsratsmitglied für den VfB Stuttgart tätig gewesen war, wurde Egner im Oktober 2000 ehrenamtliches Mitglied des Vorstands des VfB um den neuen Präsidenten Manfred Haas sowie Ulrich Ruf, Karlheinz Förster und Hansi Müller. Bereits im Februar 2001 erklärte Egner seinen Rücktritt als Vorstandsmitglied des VfB Stuttgart.

## Privates
Der Fußballfan und Ex-Aufsichtsrat des VfB Stuttgart ist verheiratet und hat zwei Kinder.